# 미즈시마 히로
미즈시마 히로(일본어: 水嶋 ヒロ, 1984년 4월 13일 ~)는 일본의 남자 배우이다. 배우 외에도 다양한 컨텐츠의 기획 및 감독과 제작자로도 활동하고 있다. 2009년 가수 아야카와 결혼했다.

## 약력
어린 시절부터 초등학교 졸업까지 스위스·취리히의 국제 학교에 다니던 귀국 자녀로, 영어에 능통하다. 스위스에서 살던 시절은 일본인이라는 이유만으로 차별이나 괴롭힘을 당하는 경험도 있다고 한다. 중학교 입학을 하면서 일본에 귀국, 토인학원 중·고등학교에 입학. 중·고등학교 재학 시절에서는 축구부에 소속해 고등학교 3학년 때는 출전한 제81회 전국 고등학교 축구 선수권 대회 에서는 주전 MF로 활약했지만 고교 시절 부상의 영향도 있어 선수 활동은 중단했다. 고등학교 졸업 후 게이오기주쿠 대학 환경정보학부에 진학해  2008년 3월에 졸업했다.
대학 재학중인 2004년에는 자신의 장래하고 싶은 일이나 목표를 찾기 위해 혼자 해외에 유학을 가려고 자금을 모으기 위해 뭔가 좋은 아르바이트가 있는지 찾고 있었는데, 친분이 있던 예능 관계의 일을 하고 있던 대학 선배에 소개 받아 패션 모델로 일을 시작했다. 그리고 잠시 동안 모델 일을 하고 있었지만, 어느 날 기획사 측근으로부터 권유를 소속하고 있던 모델 에이전시 공연 매니지먼트 재팬에서 켄온으로 이적했다 . 텔레비전 첫 출연은 《크림난토카》의"미팅 일본 시리즈" (2004 11월 23일, 30일 방송)으로 2005년 드라마 《고쿠센 2》에서는 마피아 학생 역으로 출연해, 배우로 본격적으로 데뷔했다. 이후 수많은 드라마에 단역·조연 등으로 출연하고 있었지만, 2006년 에 방송 된 《가면 라이더 가부토》에서는 주인공의 가면 라이더 가부토/텐도 쇼지 역을 맡아 인기를 관심과 다음 해 방송 된 《아름다운 그대에게~미남♂파라다이스~》에 출연하며 다양한 연령층의 주목을 받게 되었다.
이후 《절대 그이'》, 《Room Of King》, 《메이의 집사》, 《MR.BRAIN》, 《도쿄 DOGS》 등 잇달아 화제작에 출연했다. 인기와 실력을 인정 받아 2010년 에란도르상 신인상을 수상했다. 영화 《드롭》으로 제33회 일본 아카데미상 신인 배우상을 수상했다.
2014년 개봉의 주연 영화 《흑 집사》에서는 공동 프로듀서도 맡았다. 또한 배우 이외의 활동은 2010년에 소설 《KAGEROU》으로에 제5회 포플러사 소설 대상을 수상했다. 2011년에는 원작·각본을 다룬 스스로 특별 출연도 한 뮤직 비디오 《Silent Scream》이 SSFF & ASIA 2011 뮤 세련된 Short 부문 우수상을 수상했다.
2010년 9월 20일에는 소속사 켄온을 퇴사했다. 회사 측은 그 이유를 집필 활동을 전념하기 위해 발표했다. 하지만 이를 두고 연예계를 은퇴하고 소설가로 변신했다라는 소문이 각 언론사에 의해 보도 되었지만, 미즈시마 본인은 2010년 9월 23일 방송 된 《메자마시 TV》 인터뷰를 통해 연예계 은퇴를 부정했다.

## 출연 작품

### 텔레비전 드라마
- 《고쿠센 2》  (2005년, 닛폰 TV) - 미사와 히로 역
- 《비와 꿈의 뒤에》 제7화 (2005년, TV 아사히 )
- 《브라더☆비트》 (2005년, TBS ) - 요시이 역
- 《Pink 유전자》 제3화 (2005년, TV 도쿄) - 生嶋미즈키 역
- 《가면 라이더 가부토》 (2006년 ~ 2007년, TV 아사히) - 주연·텐도 소지 / 가면라이더 카부토 (목소리) / 의태 텐도 소지 / 다크 카부토 (목소리) 역
- 《그녀와의 올바른 조작법》 (2007년, TV 아사히) - 후지키

야스시 역
- 《우리들의 교과서》 (2007년, 후지 TV) - 하치만 다이스케 역
- 《아름다운 그대에게~미남♂파라다이스~》(2007년, 후지 TV) - 난바 미나미 역
- 《츄라우미에서 연하장》 (2007년, 후지TV) - 미야시타 역
- 《절대그이》 (2008년, 후지 TV) - 아사모토 소우시 역
- 《Room Of King》 (2008년, 후지 TV) - 모리 지로 역
- 《아름다운 그대에게~미남♂파라다이스~SP》 (2008년, 후지 TV) - 난바 미나미 역
- 《메이의 집사》 (2009년, 후지 TV) - 주연·시바타 리히토 역
- 《절대 그이 마지막 장》 (2009년, 후지 TV) - 아사모토 소우시 역
- 《MR.BRAIN》(2009년, TBS) - 하야시다 토라노스케 역
- 《도쿄 DOGS》 (2009년, 후지 TV) - 주연·쿠도 마르오 역

### 영화
- 《극장판 가면 라이더 카부토 GOD SPEED LOVE》 (2006년, 토에이) - 주연·텐도 소지 / 가면 라이더 가부 토 (목소리) 역
- 《러브★콤플렉스》 (2006년, 쇼치쿠)
- 《인크레더블 헐크》 (2008년, 소니 픽쳐스 엔터테인먼트 ) - 브루스 배너 (에드워드 노튼) 역 [목소리 더빙]
- 《GS 원더 랜드》 (2008년, 닛카츠) - 역
- 《DROP : 삐뚤어질테다》 (2009년, 카도가와 영화) - 주연·타츠야 역
- 《BECK》 (2010년, 쇼치쿠) - 류스케 역
- 《흑집사: 악마와의 계약》 (2013년, 워너브라더스영화) - 주연·세바스찬 역

### 오리지널 비디오
- 《가면 라이더 가부토 초 배틀 DVD 탄생! 가탓쿠 하이퍼 폼 !!》 (2006년) - 주연·텐도 소지 / 가면 라이더 가부토 (목소리) 역

### 웹 드라마
- 《하츠카레》 (2006년, GyaO 웹·패밀리 극장 방송) - 이브 역
- 《100씬의 사랑》 (2008년)

### PV
- GIRL NEXT DOOR - 《Silent Scream》 (2011년) - 원작·각본 (노리히로 코이즈미와의 공동 각본)·출연

### 게임
- 《가면 라이더 가부토》 (2006년 11월 30일 발매, 플레이 스테이션 2 , 반다이 남코 게임 ) - 텐도 소지 / 가면 라이더 가부토 (목소리) 역
- 《월드 디스트럭션~ 안내하는 의사~》 (2008년, 닌텐도 DS , 세가) - 니쟈 그레프 (목소리) 역

### 나레이션
- 《세상을 푸르게! 자케로니 감독의 도전》 (NHK 종합 텔레비전, 2014년 6월 14일)

### 저서
- 《KAGEROU》 (2010년 12월 15일, 포플러사) ISBN 978-4-591-12245-7
- 《미즈시마 히로 1st 사진집 "Hiro"》
- 《HIROMODE》
- 《미즈시마 히로 2nd 사진집 "With You"》
- 《미즈시마 히로 3rd 사진집 "Water Island ~ PEACE"》

### CM
- 쇼덴샤 "melon" (2004년)
- 요미우리 신문 "올림픽" (2004년)
- NTT 서일본 "DENPO" (2005년)
- 반다이 "가면 라이더 가부토 DX 가부토 제쿠타" (2006년)
- 오츠카 제약 "오로나민C 드링크" 「가면 라이더 가부토」편 (2006년)
- 워너뮤직 재팬 코부쿠로 앨범 「5296」(2007년)
- 부르봉 (2008년)
  - "쁘띠 시리즈"
  - "알 포트 미니 초콜릿"
  - "블랑 명주 미니 초콜릿"
- 세가 닌텐도 DS 소프트 "월드 디스트럭션~ 안내하는 의지~" 「히로의 수수께끼」편 (2008년)
- 다이하츠 "탄토 커스텀" (2009년)
- 산토리 "기운" (2009년)
- 파나소닉 모바일 커뮤니케이션 "docomo PRIME series P-07A" (2009년)
- 에이스 콕 "슈퍼 컵" (2009년)
- mobage (2011년)
  - 「스마트 폰에서 모바게~ 금액의 아이콘 편」(2011년 4월~ )
  - 「스마트 폰에서 모바게~ 닌자 로얄 편 ~」(2011년 5월~ )
  - 「스마트 폰에서 모바게 ~ 방 편 ~」(2011년 7월~ )
  - 「스마트 폰에서 모바게 ~ 독백 남성 편·여성 편 」(2011년 7월~ )
  - 「스마트 폰에서 모바게~ 괴도 히로 편」(2011년 9월~ )
- 모리나가 유업 「모리나가 밀크 코코아~ 일출 편」(2011년 10월~ )
- ASICS A77 (2013년~ )
  - ASICS A77 2013SS 「즐길 A77 편」(2013년 3월~ )
  - ASICS A77 2013AW 「BLACK HIRO 등장 편」(2013년 9월~ )
  - ASICS A77 2014SS 「새로운 나 편」(2014년 2월~ )

### 기타 활동
- 새로운 잡지 "GLOBAL WORK" (연 2회)에 편집장으로 참여 (2011년 3월 31일 창간)
- GIRL NEXT DOOR "Silent Scream" MV (2011년 4월 13일 출시) ~ 뮤직 비디오의 원작·각본을 다룬 자신도 특별 출연. 이 작품은 아카데미상 공인의 국제 단편 영화제 단편 영화 페스티벌 & 아시아 2011 뮤직 Short 부문에 출품되어 우수상을 수상했다.